# Le Grammont
Pour les articles homonymes, voir Grammont.
Le Grammont est une montagne située dans le Chablais valaisan, dans le canton du Valais en Suisse qui culmine à 2 172 mètres d'altitude. Dominant Saint-Gingolph et l'extrémité orientale du lac Léman, le Grammont fait partie du massif du Chablais.

## Toponymie
En 1306, le nom du sommet est attesté comme étant « Grandis mons ». Cela signifie que le Grammont aurait été, à cette période, particulièrement grand par rapport au reste du massif.

## Géographie

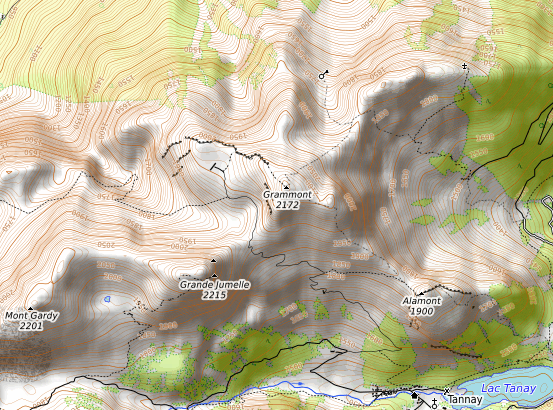
Carte topographique du Grammont.

### Situation
Le Grammont se situe dans le district de Monthey, dans le canton du Valais. Il est le sommet principal d'un massif qui se trouve entre le vallon de Novel, le pas de Lovenex, le vallon du lac de Taney, le Rhône et le Léman, à l'est-sud-est de ce dernier. Son sommet offre une vue étendue sur le Léman, les Alpes pennines et les Alpes vaudoises.

### Topographie
Le Grammont culmine à 2 172 m et a la forme d'une pyramide à trois faces. Trois arêtes partent ainsi de son sommet. La première, en direction de l'est-sud-est, passe par l'Alamont (1 900 m), le Fratsi en contrefort (1 764 m), le plateau des Cornes (1 489 m) et La Suche (1 540 m). La deuxième arête s'étend jusqu'à la croix de la Lé (1 872 m) vers l'est-nord-est,.
La troisième arête, vers l'ouest-sud-ouest, comprend Les Jumelles (2 215 et 2 200 m), le mont Gardy (2 201 m) et le Sé Villemod (2 030 m) avant d'être séparée de la dent du Lan (2 087 m) par le pas de Lovenex (1 850 m),.

### Flore

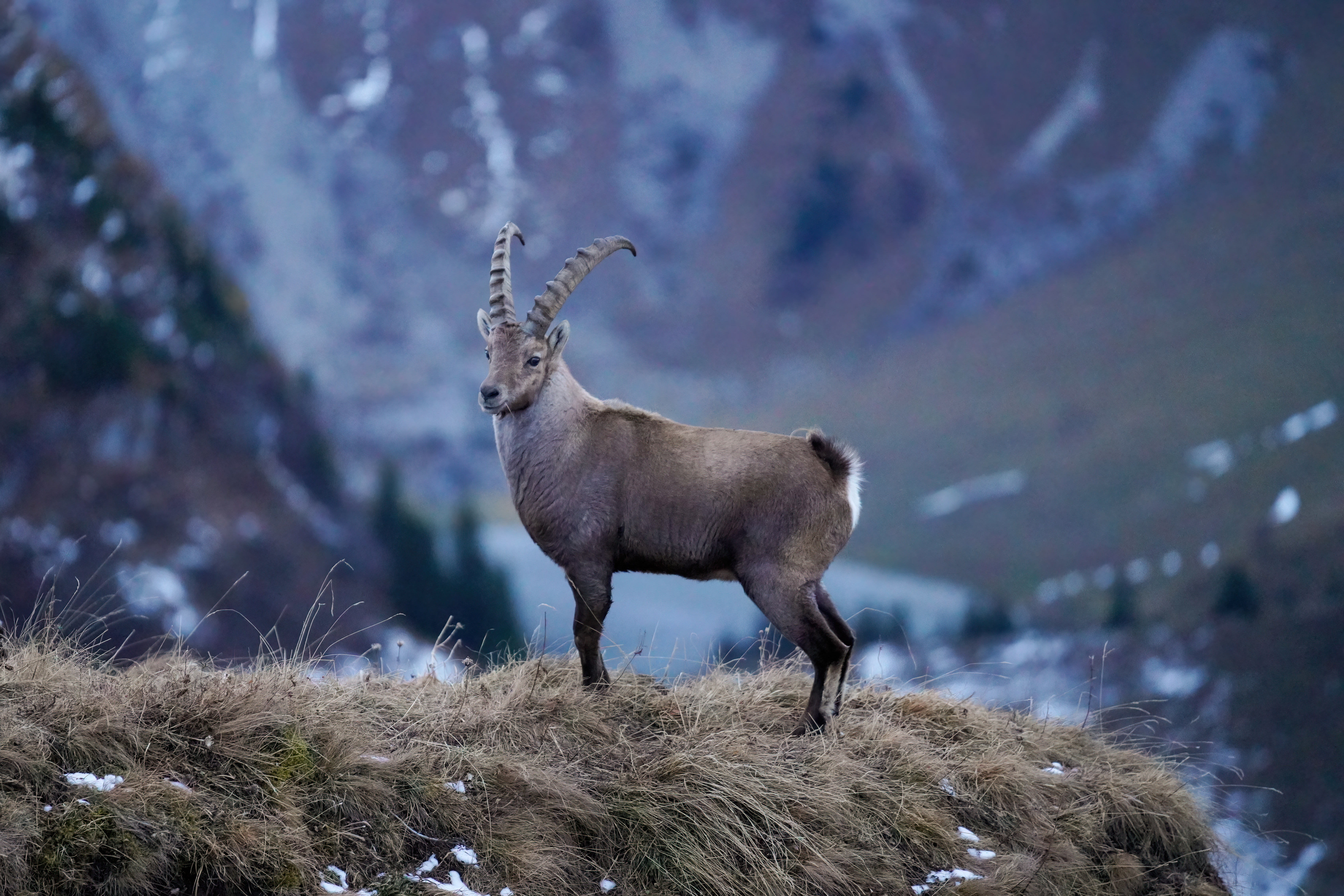
Un bouquetin des Alpes au Grammont.

Les terrains calcaires et siliceux du Grammont sont propices à une flore riche et variée, notamment celle des Alpes lémaniennes, dont le Grammont est la limite orientale. Plusieurs espèces de Hieracium s'y retrouvent, telles que Hieracium perpilosum, Hieracium callianthoides, Hieracium plantagineum et Hieracium oreites. Plusieurs plantes ne sont connues qu'au Grammont : Aspidium illyricum, Thalictrum minus v. oreiles et Campanula Murithiana.

## Histoire

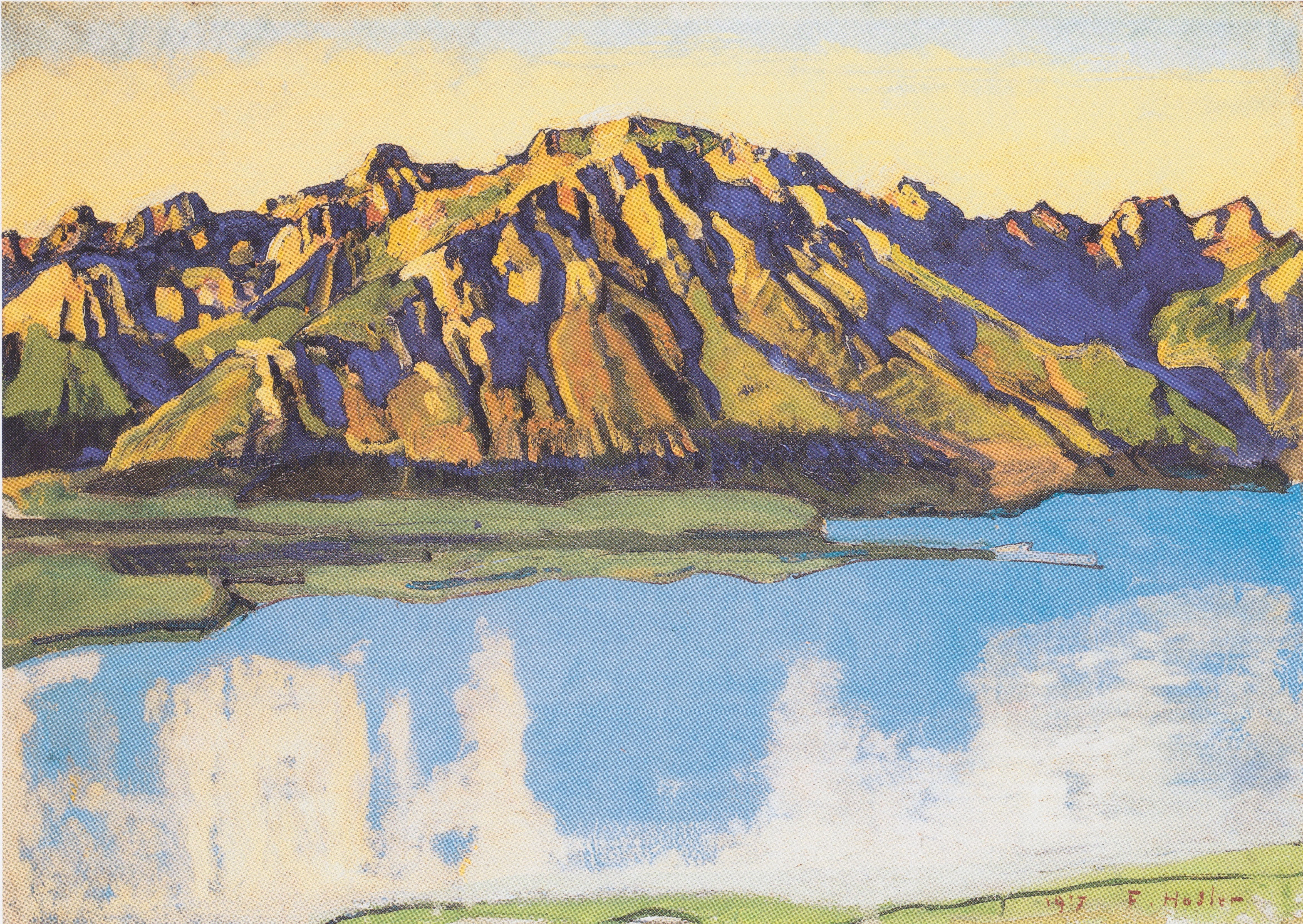
Le Grammont au soleil du matin, par Ferdinand Hodler (1917).

Le Grammont est soupçonné d'être le Tauredunum, une montagne ayant causé un tsunami sur le Léman en s'écroulant en 563.
En 1906, une demande de concession pour la construction d'un chemin de fer à crémaillère de Saint-Gingolph au Grammont est déposée auprès des autorités fédérales. Des stations sont prévues sur les pentes de Vignoles (arrêt facultatif), à Fritaz ainsi qu'à 2 080 mètres, au Grammont. La ligne de 7 140 mètres de long avec un écartement des rails de 80 cm aurait eu une pente de 32 %, avec une crémaillère selon le système Locher comme moyen de traction. Une extension vers les Cornettes de Bise voisines est également envisagée. Le délai de présentation de la planification technique et financière est prolongé pour la dernière fois en 1913, et l'installation n'est finalement jamais construite.
Pendant la Seconde Guerre mondiale, le 13 juillet 1943, un avion de la Royal Air Force britannique s'écrase sur le versant nord-est du Grammont, au-dessus du Bouveret, à une altitude de 900 mètres. Sept personnes perdent la vie,,,. L'armée suisse annonce quelques jours plus tard que sa défense aérienne a abattu l'avion. Les morts sont enterrés au cimetière anglais de Vevey.

## Activités

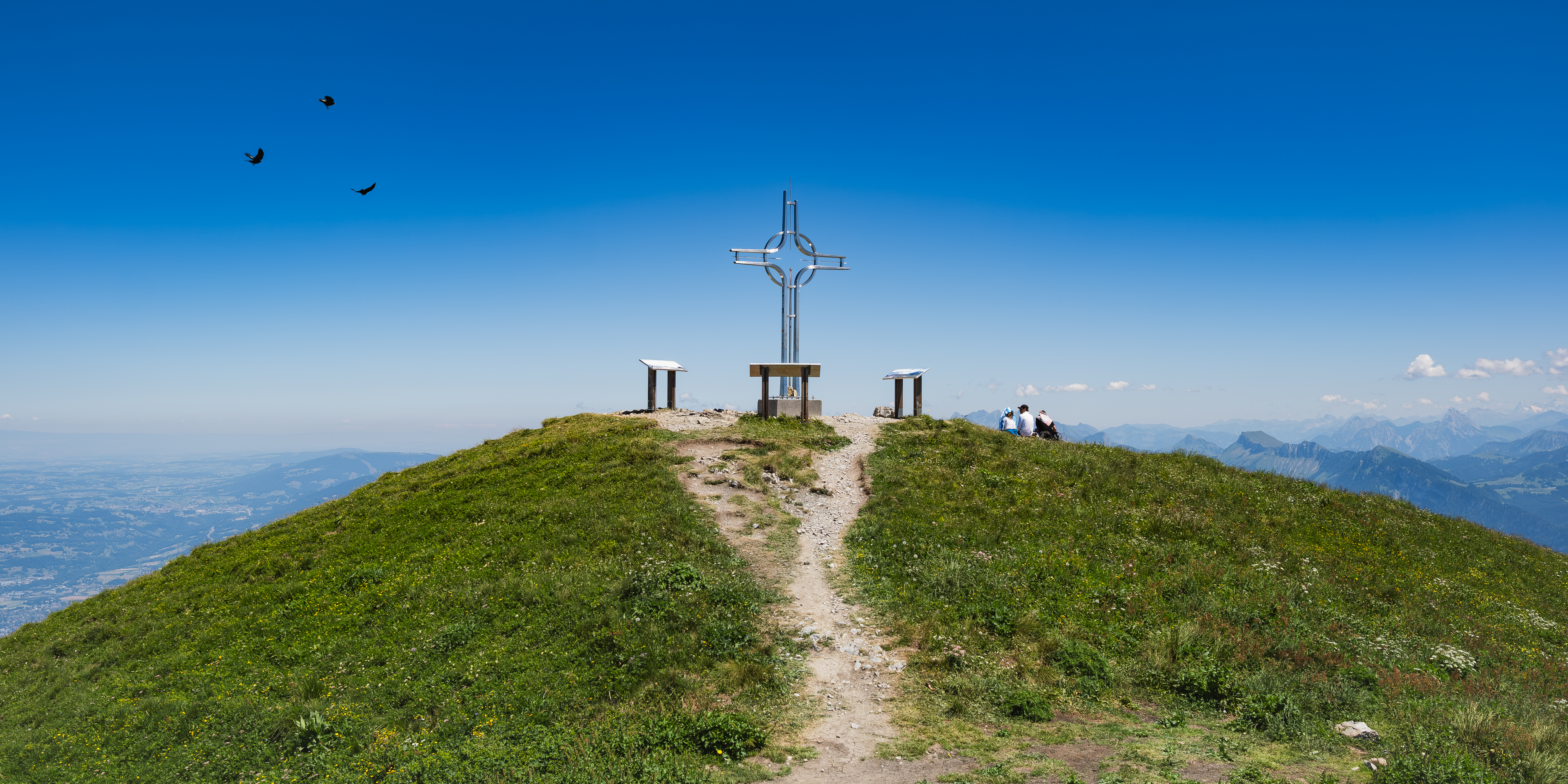
Le sommet du Grammont et sa croix.

Le Grammont est accessible à pied depuis le village de Miex en passant par le lac de Taney. D'une longueur de 7,8 km, la randonnée s'effectue en près de 4 h. Le sentier ne présente pas de difficulté particulière, bien qu'il soit parfois raide vers le sommet du Grammont.